# 琉球ボクシングジム
琉球ボクシングジム（りゅうきゅうボクシングジム）は、沖縄県にあるボクシングジムである。
具志堅用高のトレーナーを務めた協栄ボクシングジムOB仲井真重次が、1981年に「沖縄ボクシングジム」として設立。平仲明信を、1992年沖縄のジムとして初めてとなる世界王者にまで育て上げた。
1993年には仲井真の高校時代の同級生で側近や腹心だった中真茂が沖縄ワールドリングボクシングジム設立。
2003年8月27日、ジムの移転に合わせ「沖縄」から「琉球」に改名し現在に至る。
近年では初代日本女子フライ級王者池本夢実を輩出し、アマチュアでもアンダージュニアボクシング王座決定戦の県代表を輩出するなどジュニア世代以下の育成にも取り組んでいる。
2020年10月30日付けで日本ボクシングコミッション(JBC)に住所の移転届（沖縄県宜野湾市→沖縄県中頭郡北中城村）を提出して以降、ジムの公式サイト・公式SNSが更新されていない状態が続いているが、2021年12月に行われた池本夢実のOPBF女子東洋太平洋フライ級王者決定戦（池本のTKO負け）でも池本は琉球ジム所属となっており、プロボクシングジムとしての活動も継続している。